# 페터슨 우주군 기지

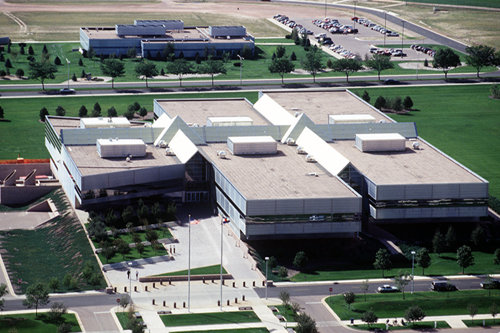

페터슨 우주군 기지는 미국 콜로라도주 콜로라도 스프링스에 위치한 미국 우주군의 군사기지이다. 북미항공우주방위사령부가 위치해 있다.

## 역사
콜로라도 스프링스 공항과 인접해 있다. 활주로는 같이 사용한다. 미국 공군우주사령부, 북미항공우주방위사령부(NORAD), 미국 북부 사령부(USNORTHCOM) 본부가 주둔하고 있다.
2008년 이전엔 미국 공군우주사령부, 북미항공우주방위사령부(NORAD)의 본부는 콜로라도 스프링스의 샤이앤산 핵벙커에 위치해 있었다. 미국 전체 핵벙커 중에서 샤이앤산 핵벙커와 평택 핵벙커인 CC 평택 2곳만이 세계에서 가장 견고한 등급이라고 알려져 있다.
미국 북부사령부(USNORTHCOM)는 미국 본토, 푸에르토 리코, 캐나다, 멕시코가 속해있는 북아메리카 대륙 지역을 책임 지역으로서 담당한다. 2001년 9·11 테러를 계기로 조지 W. 부시 미국 대통령에 의해 새로이 수립된 통합 전투 사령부 계획에 의해 2002년 4월 25일에 설립되었고, 10월 1일에 가동되었다.

## 우주군
도널드 트럼프 대통령은 2020년 페터슨 공군기지의 미공군 우주사령부를 독립시켜, 육군, 해군, 공군, 해병대, 해안경비대에 이어 우주군을 창설할 것이라고 밝혔다. 2018년 8월 9일, 미국방부는 우주군 창설 방안을 담은 보고서를 의회에 제출했으며 내년 2월 예산안에 관련 내용을 포함시킬 것이다.

## 대중메체
- 터미네이터 3: 라이즈 오브 더 머신에서는 공군기지의 52마일 북서쪽에 있는 시에라 네바다의 핵벙커가 크리스털 피크라고 하지만, 실제 모델은 샤이앤산 핵벙커라고 한다.